# Lycosa pachana
Lycosa pachana är en spindelart som beskrevs av Pocock 1898. Lycosa pachana ingår i släktet Lycosa och familjen vargspindlar. Inga underarter finns listade i Catalogue of Life.